# Kurt Deichen
Kurt »Charly« Deichen, nemški general, * 20. april 1914, Berlin, † 27. februar 1969, Lüneburg.

## Življenjepis
Drugo svetovno vojno je končal kot rezervni major Heera in poveljnik Panzerjagdverband Kurfürst; predhodno je bil šef čete 3. motorističnega strelskega bataljona, nato pa so ga prestavili v tankovske enote, kjer je postal poveljnik 3. tankovskega izvidniškega abteilunga. 
Leta 1956 je vstopil v Bundeswehr, kjer je postal brigadni general in poveljnik Panzertruppenschule Munster; upokojil se je 27. februarja 1969.

## Odlikovanja
- železni križec II. razreda
- železni križec I. razreda
- nemški križ v zlatu: 8. maj 1943
- viteški križec železnega križca: 10. september 1943